# Namata River
Namata River är ett vattendrag i Fiji.   Det ligger i divisionen Centrala divisionen, i den östra delen av landet, 24 km nordost om huvudstaden Suva. Namata River ligger på ön Viti Levu.